# 肯尼亚非洲民族联盟
肯尼亚非洲民族联盟，肯尼亚民族主義政党，創立于1960年。

## 历史
该党前身为肯尼亚非洲联盟。1960年改为现名。
1963年独立后，肯尼亚非洲民族联盟实行一党执政，该党为执政党。
1991年，肯尼亚改为多党制后，该党赢得了1992年、1997年两次大选。2002年12月大选时，被反对党全国彩虹联盟击败，結束四十年的執政。
该党为政党联盟民族团结党成员。